# StarCraft – Das Brettspiel
StarCraft – Das Brettspiel ist ein Brett- und Strategiespiel der amerikanischen Spieleautoren Christian T. Petersen und Corey Konieczka. Es ist eine Brettspielumsetzung des bekannten Computer- und Videokonsolenspiel StarCraft aus dem Jahr 1998. Das Spiel für zwei bis sechs Spieler ab zwölf Jahren ist im Jahr 2007 u. a. in Englisch und weiteren Sprachen beim Spieleverlag Fantasy Flight Games und in Deutsch beim Heidelberger Spieleverlag erschienen.

## Hintergrund und Ausstattung
StarCraft ist ein Spiel um Eroberungs-, Forschungs-, Expansions- und Ressourcenmanagement. Es geht darum, Ressourcen zu sammeln, Technologien zu erforschen, Einheiten zu bauen und mittels dieser Einheiten in einem Konflikt Gebiete zu erobern und Siegpunkte zu erzielen, oder eine alternative Siegbedingung zu erfüllen. Im Spiel übernehmen die Spieler die drei unterschiedlichen fiktiven verfeindeten Rassen Terraner, Protoss und Zerg. Sie kämpfen gegeneinander um die Herrschaft im StarCraft-Universum.
Das Spielmaterial besteht neben der Spieleanleitung aus:
- 12 Planeten-Teile
- 6 Fraktions-Übersichten
- 6 Zug- und Einheiten-Übersichten
- 180 Miniaturen aus Plastik
- 108 Kampf-Karten
- 27 Navigations-Routen
- 26 Ressourcen-Karten
- 20 Raubbau-Marker
- 12 Startplaneten-Marker
- 36 Basen-Marker
- 38 Module-Marker
- 36 Standard- und 18 Spezial-Befehls-Marker
- 42 Transport-Marker
- 90 Arbeiter-Marker
- 40 Gebäude-Marker
- 6 Eroberungspunkte-Marker
- Eroberungspunkte-Zähler
- Startspieler-Marker

## Spielweise

### Vorbereitungen
Zu Beginn des Spiels wird das Spielfeld von den Spielern mittels Planetenscheiben dynamisch aufgebaut, auf denen sich die Spielfiguren mittels Befehlsmarker bewegen und agieren. Durch Verbindungsstücke, welche sich verbinden lassen wie Puzzlestücke, entsteht auf einer 2-dimensionalen Spielfläche stets ein neues virtuelles 3-dimensionales Spielfeld.

### Spielverlauf
Der Spielablauf wird in einer gemeinsamen Planungsphase durch „Befehlsmarker“ mit unterschiedlicher Funktion festgelegt. Jeder Spieler hat 9 dieser Befehlsmarker zur Verfügung. Diese Marker werden reihum zu Beginn einer jeden Runde auf die Planeten gelegt, auf denen die entsprechende Aktion stattfinden soll. Diese Befehle unterscheiden sich in drei Arten:
- der Entwicklung von Technologie
- dem Bauen von neuen Einheiten, Gebäuden, Basen und Modulen
- dem Bewegen von Einheiten, wobei es zum Kampf kommen kann

Mit dem Startspieler beginnend legen alle Spieler nacheinander verdeckt ihre Befehlsmarker auf jeweils einen der ausliegenden Planeten. Liegen alle Befehlsmarker aus, endet die Planungsphase und der Startspieler beginnt mit dem Ausführen des ersten Befehls seiner Wahl. Sind alle Befehlsmarker aller Spieler abgearbeitet endet die Runde und eine neue Planungsphase beginnt.
Damit Einheiten gebaut und verstärkt werden können, müssen dazu entsprechende Gebäude errichtet und Forschung betrieben werden. Die benötigten Rohstoffe Erz und Vespingas werden durch die eingesetzten Transporter eingesammelt.
Kommt es zu Kollisionen von gegnerischen Einheiten, kommt es zu einem Kampf. Dieser wird mittels der zu den Einheiten möglichst passenden Kampfkarten gewertet. Verlorene Einheiten verlassen dazu das Spielfeld und der Gewinner erobert diese Region und kann diese künftig nutzen. Auf den Regionen sind neben Rohstoffen auch Siegpunkte vorhanden.

### Spielende
Das Spiel endet, sobald ein Spieler 15 Siegpunkte hat, oder nur noch ein Spieler übrig ist. Alternativ kann ein Spieler in Stufe 3 die spezielle Siegeigenschaft seiner Fraktion erfüllen.

## Erweiterung
Zu dem Spiel wurde 2008 eine Erweiterung namens StarCraft: Brood War veröffentlicht, welche ebenso eine Umsetzung der Computerspielerweiterung ist. Ebenfalls 2008 erschienen die Promo-Erweiterung StarCraft: Typhon Promotion sowie die StarCraft: Brood War Promotional Leadership Cards.

## Ausgaben und Bewertung
StarCraft – Das Brettspiel wurde von den amerikanischen Spieleautoren Christian T. Petersen und Corey Konieczka auf der Basis des Computer- und Videokonsolenspiels StarCraft aus dem Jahr 1998 entwickelt und erschien zuerst 2007 in den Vereinigten Staaten bei Petersens Fantasy Flight Games. Auf Deutsch erschien es 2009 beim Heidelberger Spieleverlag, zudem wurde es 2008 und 2009 in einer koreanischen, einer spanischen, einer französischen, einer russischen und einer italienischen Version herausgebracht.
Das Spielmaterial von 180 Miniaturen, welche man aus dem Computerspiel bereits kennt, und über 600 Spielkarten und Marker sind für ein Brettspiel sehr umfangreich. Die thematische Umsetzung des Computerspiels gilt als sehr gelungen. Mit dem dynamischen Spielfeldaufbau, den unterschiedlichen Fraktionen und je nach Spieleranzahl, welche zwischen 2 und 6 Spielern variiert, spielt sich StarCraft stets unterschiedlich, was den Wiederspielwert erhöht. Da dieses Spiel nicht mehr produziert wird, hat es unter Brett- und Computerspielern einen hohen Sammlerwert.

### Preise und Ehrungen
- 2008 JoTa Best Monster Board Game Nominee
- 2008 Golden Geek Best Wargame Nominee
- 2008 Golden Geek Best Board Game Artwork/Presentation Nominee
- 2007 Origins Awards Board Game or Expansion of the Year Winner

## Das Computerspiel
In Südkorea hat sich das bekannte Computer- und Videokonsolenspiel StarCraft zu einem Volkssport entwickelt: Es gibt Turniere von nationaler Bedeutung, Public Viewing mit bis zu 20.000 Zuschauern, Trainingsgruppen, Profispieler, die mit StarCraft ihren Lebensunterhalt verdienen, und Fernsehsender, die täglich Live-Spiele übertragen.

## Belege
1. ↑  Erweiterungen in der Spieledatenbank BoardGameGeek; abgerufen am 25. März 2017.
2. ↑  Versionen in der Spieledatenbank BoardGameGeek; abgerufen am 25. März 2017.
3. ↑  StarCraft bei brettspiele-report.de; abgerufen am 25. März 2017.